# Comuna Bilska Volea, Volodîmîreț
Bilska Volea (în ucraineană Більська Воля) este o comună în raionul Volodîmîreț, regiunea Rivne, Ucraina, formată din satele Berezîna, Bilska Volea (reședința), Kruhle și Rudka.

## Demografie
Componența lingvistică a comunei Bilska Volea
     Ucraineană (99,47%)
     Alte limbi (0,53%)
Conform recensământului din 2001, majoritatea populației comunei Bilska Volea era vorbitoare de ucraineană (99,47%), existând în minoritate și vorbitori de alte limbi.